# Eiga Pretty Cure Miracle Leap - Minna to no fushigi na 1-nichi
Eiga Pretty Cure Miracle Leap - Minna to no fushigi na 1-nichi (映画 プリキュアミラクルリープ みんなとの不思議な１日?, Eiga Purikyua Mirakuru Rīpu Minna to no fushigi na 1-nichi, Eiga Precure Miracle Leap Minna to no fushigi na 1-nichi, lett. "Pretty Cure Miracle Leap - Il film: Una meravigliosa giornata con tutti") è un film del 2020 diretto da Toshinori Fukasawa.
È il ventottesimo film d'animazione tratto dal franchise Pretty Cure di Izumi Tōdō. Il film vede per personaggi principali le Pretty Cure dalla quindicesima fino alla diciassettesima serie (esclusa Cure Earth), per un totale di tredici protagoniste femminili; fanno, però, una breve comparsa tutte le Pretty Cure delle precedenti serie, anche se non parlano.

## Trama
Rabirin, Pegitan e Nyatoran vengono improvvisamente richiamati a prestare aiuto a una piccola fata che fugge da dei mostri. Successivamente i tre Healing Animal non ricordano nulla dell'accaduto, se non che hanno con loro una Miraclun Light a testimonianza che qualcosa è successo. Di sabato mattina, Nodoka si prepara per vedersi con Chiyu e Hinata e fare i compiti insieme per poi andare al parco ad ammirare i ciliegi in fioritura; durante il tragitto s'imbatte sia in Hikaru e le altre, che in Hana persa alla ricerca delle amiche. Poco dopo, i tre gruppi di Pretty Cure si ritrovano a difendere la piccola fata incontrata in precedenza dagli Healing Animal, che si chiama Miraclun, da Refrain che vuole impadronirsene e assicurarsi che con il suo potere il domani non giunga mai. Grazie alla Miraclun Light, Nodoka e le altre si accorgono di stare rivivendo la stessa giornata più volte e si impegnano a recuperare l'aiuto dei gruppi di guerriere di Cure Yell e Cure Star per poter affrontare Refrain. Con la cattura di Miraclun, Refrain acquisisce maggiore forza oscura e si tramuta in un enorme mostro, ma la concentrazione di potere della Miraclun Light su Cure Grace fa diventare quest'ultima Super Grace, la quale riesce a liberare Miraclun e a sconfiggere Refrain. Ripristinato lo scorrere del tempo, Nodoka apprende la notizia che l'edificio della vecchia scuola elementare di Sukoyaka non verrà demolito ma adibito a museo. Refrain e Miraclun, rivelatisi essere l'uno lo spirito di quella scuola contrario alla demolizione e l'altra colei che dimora negli alberi del suo cortile, osservano felici un nuovo giorno.

## Personaggi esclusivi del film
Miraclun (ミラクルン?, Mirakurun)
È una fata minuscola, spirito del tempo che controlla il domani. Dice soltanto l'intercalare "mira" (「ミラ」?, "mira"), ma attraverso lo stetoscopio di Rate è possibile comunicare con lei. Incontra gli Healing Animal e le Pretty Cure mentre fugge dagli scagnozzi di Refrain, che vuole catturarla affinché il domani non arrivi mai. Ha la capacità di creare le Miraclun Light e, grazie a ciò, rende possibile la trasformazione di Cure Grace in Super Grace. La sua vera identità è quella di spirito che dimora nei fiori di ciliegio della vecchia scuola elementare di Sukoyaka. Quando si viene a sapere che l'edificio diventerà un museo invece di venire demolito, rimane in compagnia di Refrain ammirando l'arrivo di un nuovo giorno.
Refrain (リフレイン?, Rifurein)
È lo spirito del tempo che controlla lo ieri. Si comporta da gentiluomo e con rispetto; d'altra parte, utilizza qualsiasi mezzo per raggiungere i suoi scopi senza scrupoli. Idealizza un mondo in cui il domani non arriva mai, agendo per ripetere il tempo intorno a lui più e più volte. Inoltre, poiché ha cercato di catturare Miraclun che ha ripetutamente bloccato il suo obiettivo, diventa ostile nei confronti delle Pretty Cure. Quando riesce infine a imprigionare Miraclun, si trasforma in un gigantesco mostro, che tuttavia viene sopraffatto dalla forza delle Miraclun Light concentrata in Super Grace. La sua vera identità è quella di spirito che viveva nell'orologio dell'edificio della vecchia scuola elementare di Sukoyaka, frequentata anche dalla madre di Nodoka. La scoperta della sua demolizione ha causato malcontento in lui e da ciò è derivato il rifiuto verso il domani; una volta saputo che tutto ciò non avverrà più, guarda insieme a Miraclun a un nuovo giorno.
Mostri piccoli (小モンスター?, Ko monsutā)
Sono dei mostri che Refrain evoca e utilizza come suoi scagnozzi. Hanno tutti la forma di quadranti che ricordano gli orologi e sono di colore blu, verde e viola. Pronunciano soltanto le parole "tick", "tack", "tick-tack" (「チク」「タク」「チクタク」?, "chiku", "taku" "chikutaku") e possono fondersi in un unico mostro (中モンスター?, chū monsutā).
Ayumi Hirodo (ヒロド 歩美?, Hirodo Ayumi)
È una giornalista televisiva. Nel suo programma appare come ospite P.P. Abraham per parlare del suo nuovo film da regista, a cui hanno lavorato Urara Kasugano come attrice protagonista (dalla quarta-quinta serie) e Maria Hojo come responsabile della colonna sonora (dall'ottava serie).

## Oggetti magici
Miraclun Light (ミラクルンライト?, Mirakurun Raito)
È una piccola torcia con l'estremità di cristallo a forma della faccia di Miraclun che proietta un fascio di luce. La sua luce è in grado di far avanzare il tempo quando esso viene fermato e dipende dalla forza di Miraclun. Trasforma il coraggio in un nuovo potere per le Pretty Cure, consentendo a Cure Grace di trasformarsi in Super Grace.
In Giappone, quando è uscito il film, le Miraclun Light sono state realmente distribuite al pubblico nelle sale per incitare le Pretty Cure durante la visione.
Element Bottle ~Miracle Leap ver.~ (エレメントボトル ～ミラクルリープｖｅｒ.～?, Eremento Botoru ~Mirakuru Rīpu ver.~)
È una speciale Element Bottle nata dalla Miraclun Light e usata con il suo Healing Stick da Super Grace per attaccare. Ha il potere del tempo.

## Trasformazioni e attacchi
- Trasformazione (Super (スーパー?, Sūpā)): Cure Grace, col supporto di tutte le altre guerriere attraverso la Miraclun Light, si trasforma in Super Grace. Assume e concentra i poteri di tutte le altre Pretty Cure in lei.
- Healing Time Liberation (ヒーリング・タイムリベレーション?, Hīringu Taimu Riberēshon): è l'attacco di Super Grace con l'Healing Stick munito di Rabirin e della Element Bottle del tempo nata dalla Miraclun Light. Agitando e toccando lo scettro, la Pretty Cure libera, con l'aumento della Healing Gauge, un vortice di energia rosa che trapassa e purifica il nemico. A fine attacco, rivolgendosi al nemico ormai sconfitto, Super Grace dice "Abbi cura di te." (「お大事に」?, "Odaijini").

## Colonna sonora
In seguito alla posticipazione del film, l'uscita della colonna sonora inizialmente prevista per il 1º aprile, poi per il 13 maggio, è stata infine ritardata al 28 ottobre 2020.
| N° | Titolo CD | Numero tracce | Data uscita     |
| -- | --- | ------------- | --------------- |
| 1  | Circle Love ~Sakura~ / Wakaba no koro (Ｃｉｒｃｌｅ Ｌｏｖｅ ～サクラ～／若葉のころ?)                                                                                 | 4             | 28 ottobre 2020 |
| 2  | Eiga Precure Miracle Leap - Minna to no fushigi na 1-nichi - Original Soundtrack (映画 プリキュアミラクルリープ みんなとの不思議な１日 オリジナル・サウンドトラック?) | 35            | 28 ottobre 2020 |

### Sigle
La sigla originale di apertura è composta da Hideaki Takatori con il testo di Saori Kodama, mentre quella di chiusura da Riko Ōhashi con il testo di eNu.
Sigla di apertura
- Healin' Good ♥ Precure Touch!! (ヒーリングっど♥プリキュア Ｔｏｕｃｈ！！?), cantata da Rie Kitagawa

Sigla di chiusura
- Miracle-tto ♥ Link Ring! (ミラクルっと♥Ｌｉｎｋ Ｒｉｎｇ！?), cantata da Machico

## Distribuzione
Il film è stato proiettato per la prima volta nelle sale cinematografiche giapponesi il 31 ottobre 2020. Il DVD e il Blu-ray sono usciti il 17 febbraio 2021.
Originariamente il lungometraggio era previsto per il 20 marzo 2020, ma è stato deciso di rinviarlo a causa della pandemia di COVID-19. Una nuova data d'uscita, prevista per il 16 maggio 2020, è stata confermata tramite una diretta streaming sui canali Twitter e YouTube ufficiali della casa produttrice, a cui ha preso parte il cast dei doppiatori, presentando inoltre i primi minuti del film in esclusiva. Tuttavia, con il prolungamento delle disposizioni sanitarie riguardanti la pandemia, l'uscita del film è stata nuovamente rinviata e poi confermata al 31 ottobre 2020.
A causa della pandemia di COVID-19 durante il periodo di distribuzione, alcuni dialoghi del lungometraggio sono stati modificati e all'inizio è stata inserita una breve scena con Cure Grace e Cure Earth che spiegano le regole anti COVID-19 agli spettatori in sala. Il personaggio di Cure Earth durante la produzione non aveva ancora esordito nella serie animata relativa e quindi non è presente nella trama del film. La versione DVD/Blu-ray non contiene modifiche e non presenta tale sequenza introduttiva, ed è stata proiettata nei cinema il 26 febbraio 2021 come evento speciale a cui hanno partecipato anche le doppiatrici di Cure Grace, Cure Star e Cure Yell.

## Accoglienza
Nel primo fine settimana di proiezione, il film ha incassato la cifra di 180 milioni di yen, piazzandosi al terzo posto del box office. L'incasso totale è di 390 milioni di yen circa, dato inferiore alla media dei lungometraggi del franchise dovuta alla distribuzione durante il periodo di pandemia di COVID-19.

## Altri adattamenti
Un adattamento in cartaceo del film è stato pubblicato da Kōdansha il 21 marzo 2020 con ISBN 978-4-06-519192-7.